# Дыгасиньский, Адольф
Адольф Дыгаси́ньский (пол. Adolf Dygasiński; псевдоним — Дыгас (пол. Dygas); 7 марта 1839, Негославице, Келецкое воеводство — 3 июня 1902, Гродзиск) — польский писатель, публицист, педагог; один из зачинателей польского натурализма и его крупнейший представитель.

## Биография
Происходил из небогатой шляхетской семьи. Учился в Пиньчуве и в реальном училище в Кельце, затем в Варшавской главной школе (впоследствии Варшавский университет) изучал языки, географию, естественные науки.
Участвовал в польском восстании 1863 года и подвергался заключению. После подавления восстания пытался продолжить учёбу в Варшавской главной школе и Карловом университете в Праге, однако вынужден был её прервать из-за недостатка средств. Служил гувернёром и учителем в помещичьих усадьбах.
В Кракове занимался педагогической и издательской деятельностью (1871—1877); женился (1872). Издавал серию «Библиотека естественных наук» („Biblioteka Umiejętności Przyrodniczych“); основанный им для распространения своих изданий книжный магазин банкротировал. В 1877 обосновался в Варшаве. Зарабатывал частными уроками. Участвовал в варшавской печати, главным образом заметками на литературные темы. Сравнительно поздно начал литературную деятельность и работу в редакциях газет и журналов. Российскими властями был лишён права преподавания (1888) и, покинув Варшаву, вновь вернулся к службе гувернёром. В 1891 в качестве корреспондента газеты «Курьер варшавский» («Kurjer Warszawski») совершил поездку в Бразилию, где изучал условия работы и быта польских эмигрантов (выпустил «Письма из Бразилии»). Печатался в журнале «Życie».
В конце жизни осел в Варшаве. Похоронен на кладбище Повонзки.

## Творчество
Выступал как публицист в варшавском еженедельнике «Пшеглёнд тыгоднёвый» („Przegląd Tygodniowy“), где также печатались его новеллы. В 1884—1887 член редакции еженедельника «Вендровец» („Wędrowiec“), в котором стал соредактором. Сотрудничал в газете «Глос» („Głos“; 1886).
Писал рассказы, повести, романы; с 1884 его произведения выходили отдельными изданиями. Считается выдающимся анималистом. В рассказах и повестях о животных и птицах «За корову» (1883), «Волк, собаки и люди» (1883), «Заяц» (1898) и других, в произведениях о жизни и быта крестьян проводил аналогии между миром людей и животных, представляя определённые социальные типы как своего рода виды животных, борющиеся за существование. Вырождение шляхты в повести «Фон Молькен» (1885), романе «Пан Енджей Пищальский» (1890) объяснял наследственностью.
Автор трактата «Празднество жизни» („Gody życia“, 1902), повести «Сломя голову» („Na złamanie karku“, 1893), романа «Водка» („Gorzałka“, 1894) и других прозаических произведений, также произведений для детей.

## Издания
- Маргеля и Маргелька: Повести и рассказы. — М.: Художественная литература, 1961.